# Roßplatz
Der Roßplatz in Leipzig ist der südöstliche Teil des um die Innenstadt verlaufenden Innenstadtrings mit zweispurigen Richtungsfahrbahnen und einem getrennten Gleiskörper. Mit dem vierspurigen Ausbau des Rings und der in den 1950er Jahren entstandenen und dem Straßenverlauf angepassten Ringbebauung hat der Roßplatz seinen ehemaligen Charakter eines Platzes zum Teil eingebüßt.

## Lage
Der Roßplatz beginnt an der Südostecke des Augustusplatzes, schwenkt dann im Bogen von südlicher auf westliche Richtung und endet nach 460 Metern an der Nordostecke des Wilhelm-Leuschner-Platzes (bis 1945 Königsplatz). Dieser Punkt liegt innerhalb der Straßenbahnhaltestelle Wilhelm-Leuschner-Platz und nicht etwa, wie wegen der seit dem Zweiten Weltkrieg fehlenden Bebauung der Südseite oft angenommen, an der Ecke Grünewaldstraße.
In den Roßplatz münden die Goldschmidtstraße (bis 1947 Königstraße), die Grünewaldstraße (bis 1950 Kurprinzstraße, bis 1880 Schrötergässchen) und die Universitätsstraße. Hinter der Ringbebauung enden die früher noch einmündenden Auguste-Schmidt-Straße (früher Roßstraße), Seeburgstraße und Sternwartenstraße. In der Innenseite des Bogens des Roßplatzes, die nie bebaut war, liegt die Lenné-Anlage (inoffiziell auch Schillerpark).
Über den Roßplatz verläuft nach der kleinräumigen Gliederung Leipzigs von 1992 die Grenze zwischen den Ortsteilen Zentrum, Zentrum-Südost (mit der Ringbebauung) und Zentrum-Süd.

## Geschichte
Seinen Ursprung hat der Roßplatz in der erfolglosen Belagerung Leipzigs 1547 durch Truppen des Schmalkaldischen Bundes unter Johann Friedrich I. im Schmalkaldischen Krieg, als die vorher fast bis an die Stadtmauern heranreichenden Vorstädte niedergebrannt wurden. Nach dieser Belagerung wurden die Verteidigungsanlagen durch den Bau von Basteien, hier der Moritzbastei, neu gestaltet und der davor liegende Bereich als freies Schussfeld unbebaut gelassen (Glacis).
Im Jahre 1625 erteilte der Kurfürst Johann Georg I. der Stadt Leipzig das Privileg, zweimal im Jahr einen Pferdemarkt abzuhalten. Als Platz dafür wurde das freie Gelände vor der Moritzbastei gewählt, das auch wegen der nahen Kiesgruben als Kautz bezeichnet wurde, dem slawischen Wort für Kies. Von nun an setzte sich der Name Roßmarkt oder Roßplatz zunehmend durch. 1681 wurden in Anwesenheit von Kurfürst  Johann Georg III. hier die ersten Leipziger Pferderennen veranstaltet.

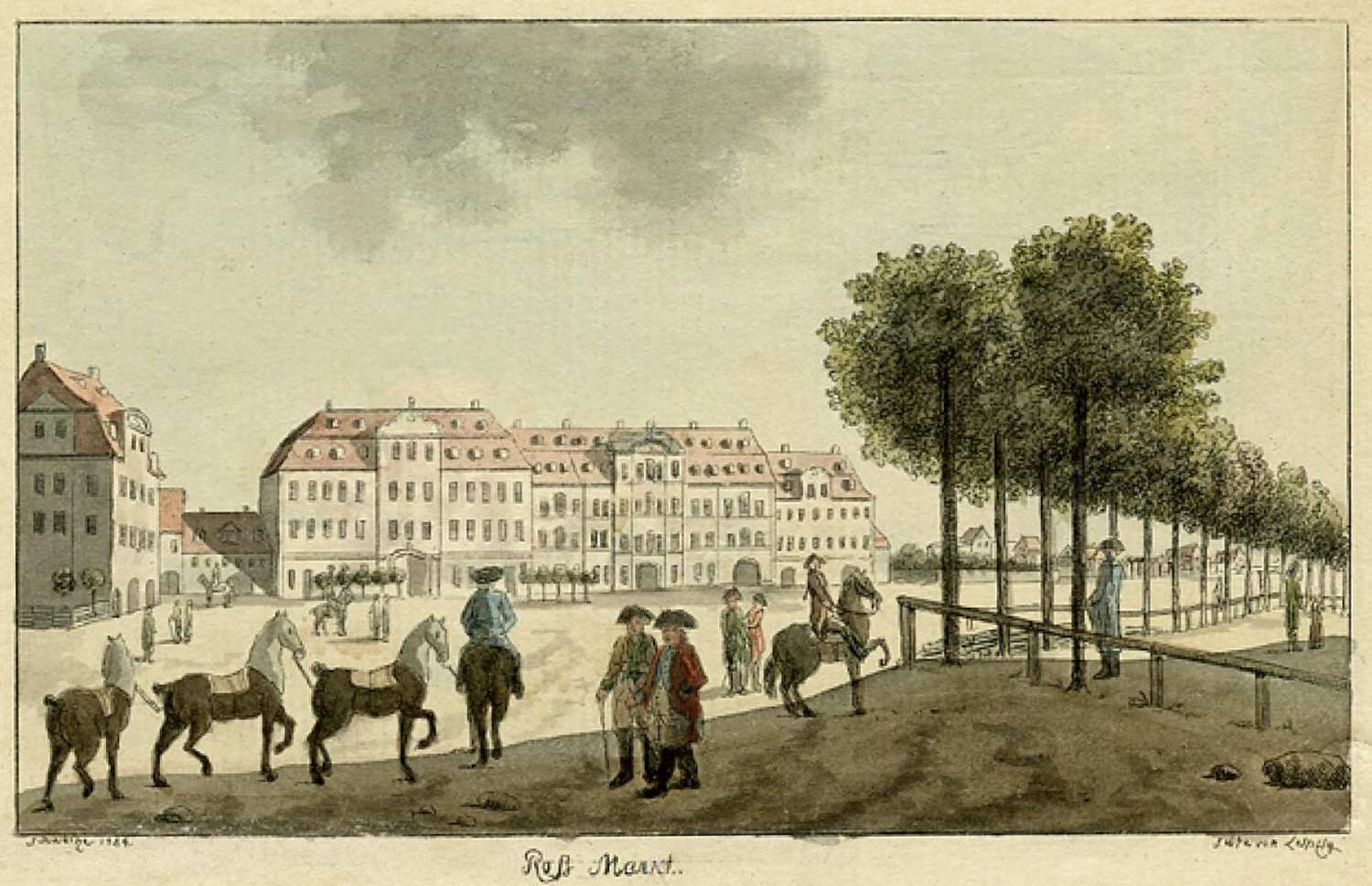
Der Roßplatz 1784

Da im letzten Viertel des 17. Jahrhunderts die Stadtmauer ihre militärische Bedeutung immer mehr verlor, wurde nach und nach das Gelände vor der Stadtbefestigung zur Bebauung freigegeben. Zunächst entstand an das Territorium angrenzend der Bosesche Barockgarten, das Vorbild zahlreicher weiterer Gärten rund um die Stadt. Es wurden auch Häuser an der Südseite des Roßmarktes gebaut, aber immer den großen Platz freilassend. Waren es anfangs einfache Bauten, meist mit einem Garten an der Rückseite, so wurden sie im Laufe der Jahre zum Teil wieder abgetragen und vergrößert erneuert, bis schließlich zum Ende des 19. Jahrhunderts solche repräsentative Bauten wie das Panorama und das Café Bauer entstanden.
Auf dem Roßplatz kam es am 12. August 1845 nach Protesten gegen den sächsischen Prinzen Johann vor dem Hotel de Prusse zum Schusswaffeneinsatz gegen die Protestierenden, wobei acht Bürger erschossen wurden. Diese Vorgänge sind auch als „Leipziger Gemetzel“ bekannt.
1857 beseitigte Peter Joseph Lenné im Auftrag des Stadtrates die bis dahin in strenger Reihe stehenden Bäume der nördlichen Platzbegrenzung und gestaltete unter Einbeziehung des zugeschütteten Stadtgrabens und der Aufschüttung eines Hügels eine Parkanlage im englischen Stil mit von Baumgruppen begrenzten Wiesenflächen und geschwungenen Wegen, den Schillerpark. 1872 fuhr die erste Pferdebahn um den Zentrumsring und damit auch über den Roßplatz. 1883 folgte der Abzweig zum Bayerischen Bahnhof durch die Kurprinzstraße, zu der das Schrötergässchen erweitert worden war, und 1896 die Elektrifizierung.
Durch den Bombenangriff auf Leipzig vom 4. Dezember 1943 wurde die gesamte Bebauung des Roßplatzes zerstört. Nach Abtragung des Trümmerschutts der zerstörten Bauten durch die sogenannte Zentrumsbahn der Leipziger Trümmerbahnen nach Kriegsende 1945 wurde am 29. August 1953 auf dem östlichen Teil des Roßplatzes der Grundstein für die neue Ringbebauung gelegt, die 1955 fertiggestellt wurde. Der westliche Teil des Platzes ist bis auf den inzwischen leer stehenden Bowlingtreff von 1987 bis heute unbebaut.
In seiner Sitzung am 24. Januar 2024 beschloss der Leipziger Stadtrat die Umbenennung der Teilfläche des Roßplatzes mit dem Mägdebrunnen in Hinrich-Lehmann-Grube-Platz. Die Umbenennung wird mit der Bekanntgabe im Leipziger Amtsblatt wirksam und nach Ablauf der Rechtsbehelfsfrist bzw. der Erschöpfung des Rechtsweges bestandskräftig.

## Bebauung

### Historische Bebauung
In der 1943 zerstörten historischen Bebauung begann die Hausnummerierung im Gegensatz zu heute auf der westlichen Seite und enthielt, wie auch heute, wegen der fehlenden Gegenseite sowohl ungerade als auch gerade Nummern.
- Nr. 1:  Das Hotel „Zum grünen Baum“ war die Ecke Roßplatz/Königsplatz und ging auf eine Ausspanne aus dem 18. Jahrhundert zurück. Es wurde 1894 abgebrochen und vierstöckig neu errichtet.
- Nr. 2–4: Die Nr. 2, seit 1875 „Darmstädter Hof“, und die folgenden Häuser um die Markthallenstraße (vorher Kleine Windmühlgasse) fielen dem 1891 eröffneten Bau der Zentralmarkthalle zum Opfer, sodass der Blick vom Roßplatz auf die Markthalle frei war.
- Nr. 3b: Wigandsche Druckerei, wo 1867 die deutsche Erstausgabe von Karl Marx’ „Das Kapital“ gedruckt wurde. Daran erinnert eine Gedenktafel am Roßplatz Nr. 13, in der Nähe des ehemaligen Standorts der Druckerei.
- Nr. 5:  Gegen die Front der Nummern 1–4 nach Norden vorgerückt (etwa an der Stelle des späteren Bowlingtreffs) entstand 1883/84 das Panorama, ein Rundbau mit einer teilweise verglasten Kuppel zur Darstellung von Panoramabildern, insbesondere von Schlachten des Deutsch-Französischen Krieges 1870/71. Ab 1927 fanden im oberen Saal, in den nun Fenster eingebaut waren, statt der Rundgemäldeschau sogenannte „Künstlerspiele“ statt, während das Erdgeschoss von einem der größten Restaurants Leipzigs eingenommen wurde. Vor dem Bau des Panorama befand sich im 18. Jahrhundert hier der Ratszimmerhof und gehörte das Haus 1798 bis 1814 dem Baudirektor Johann Carl Friedrich Dauthe sowie danach dem Ratsherren und Ratsbaumeister Carl Friedrich Gerhard Gruner.

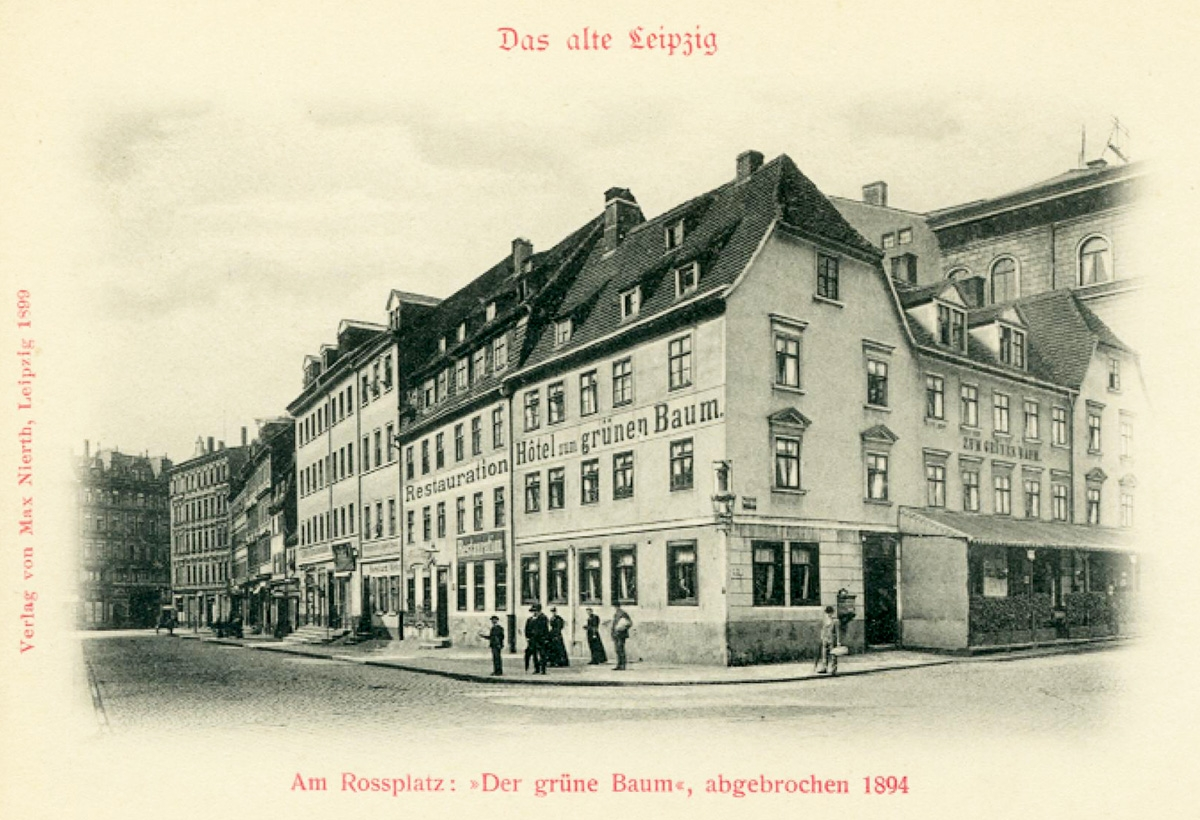
Der „Grüne Baum“ vor 1894
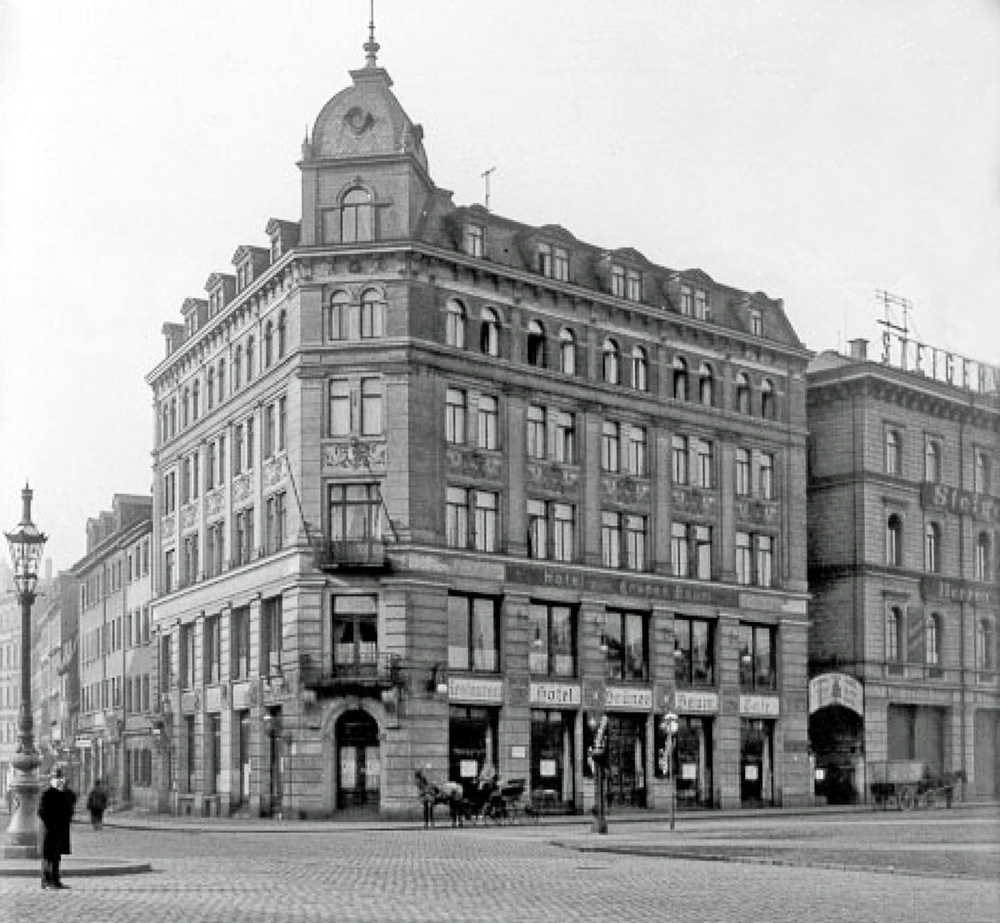
Der neue „Grüne Baum“
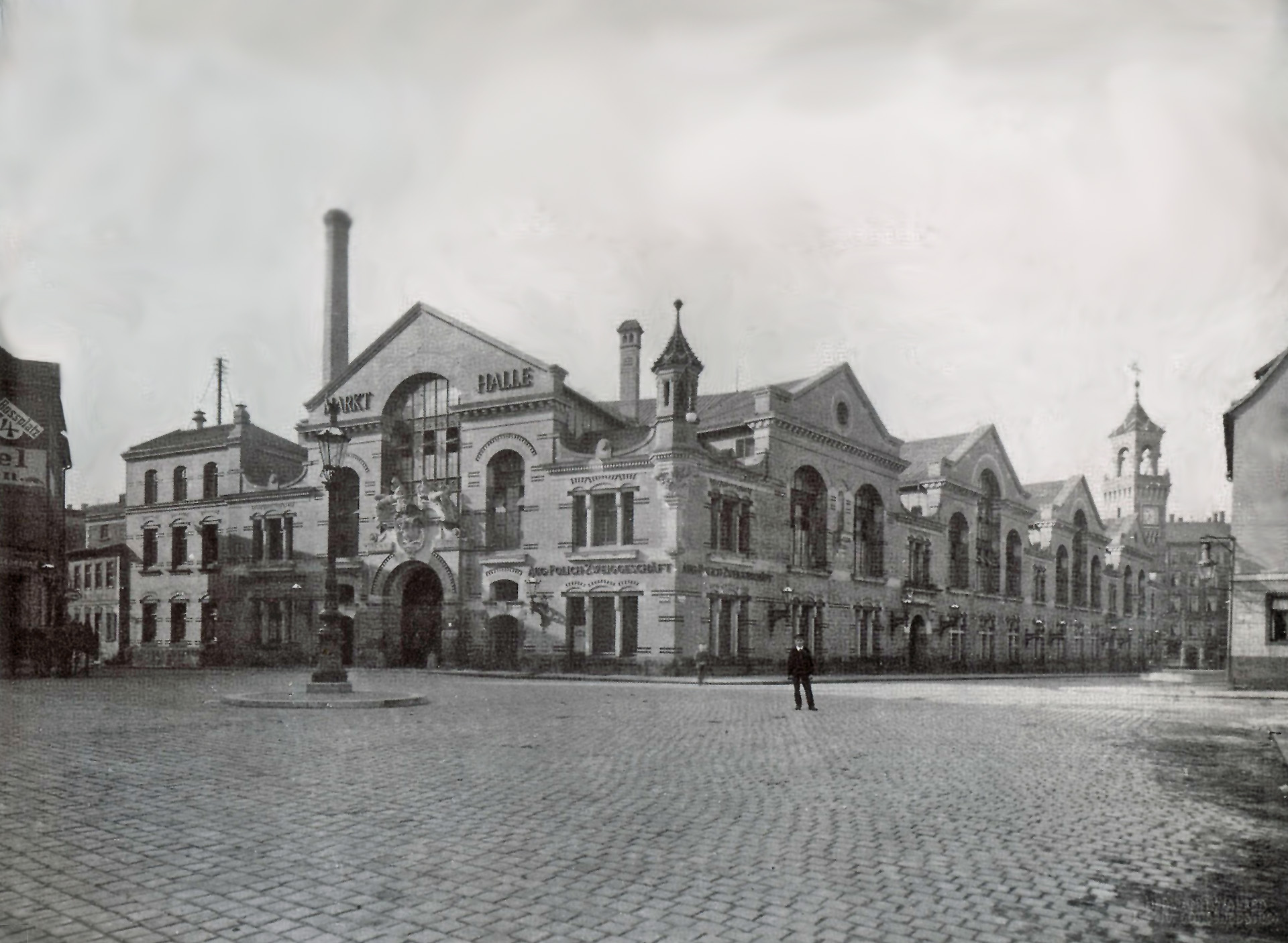
Die Markthalle vom Roßplatz aus
Das Grunersche Haus
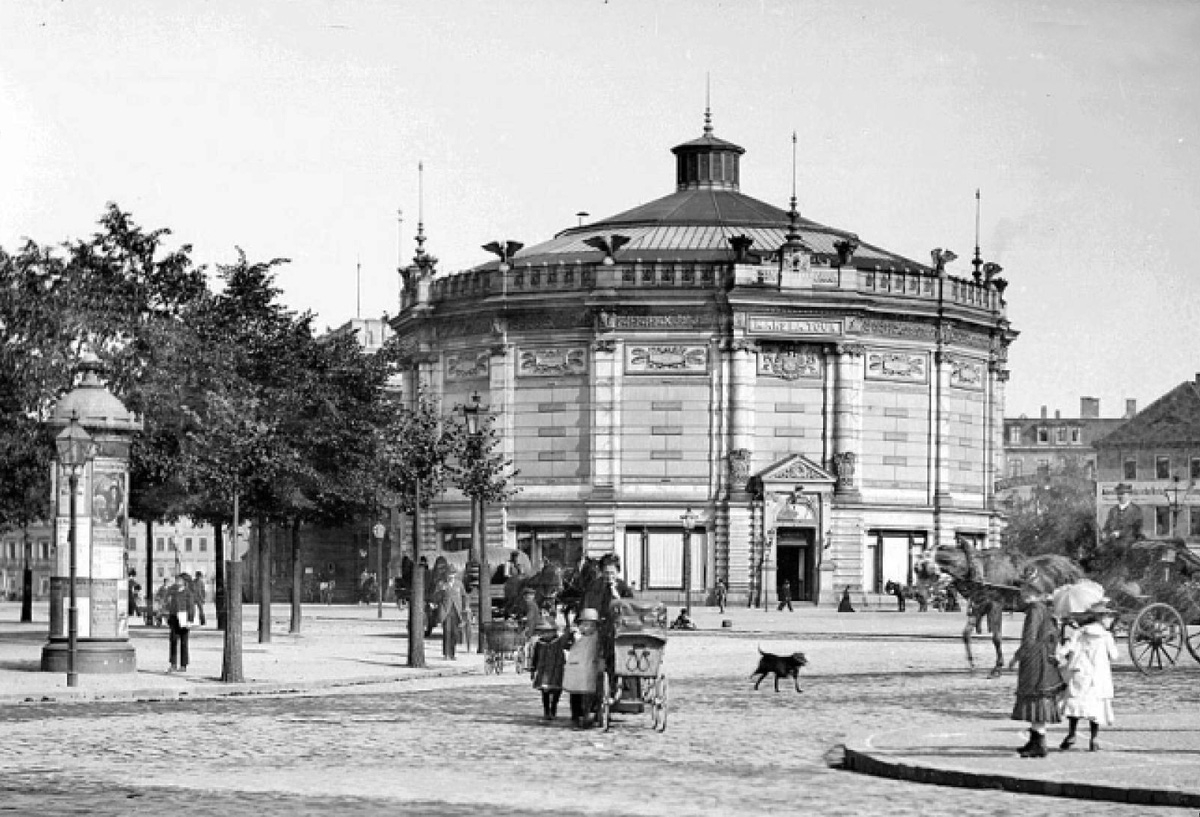
Das Panorama um 1910

- Nr. 5b: Ebenfalls noch auf dem Grundstück des ehemaligen Grunerschen Hauses wurde nach Plänen von Arwed Roßbach 1887 das Gesellschaftshaus  der Gesellschaft Harmonie errichtet.
- Nr. 6: 1889 entstand auf dem Gelände eines älteren Vorgängerhofes das repräsentative Café Bauer. Nach Schließung des Cafés residierte hier die Leipziger Zweigstelle der Girozentrale des Sächsischen Gemeindeverbandes, und in den oberen Etagen entstanden vornehme Wohnungen. Seit 1912 enthielt der Gebäudekomplex auch einen Kinosaal.
- Nr. 7: 1717 wurde hier ein Gasthaus „Zum Helm“ (auch Offener Helm und Goldener Helm) eröffnet. Wegen eines früheren Aufenthaltes der preußischen Königinwitwe durfte es sich ab 1805 „Hôtel de Prusse“ nennen. 1881 bis 1883 wurde das Haus neu erbaut und hieß ab 1905 „Preußischer Hof“. 1921 stellte das Hotel seinen Betrieb ein.

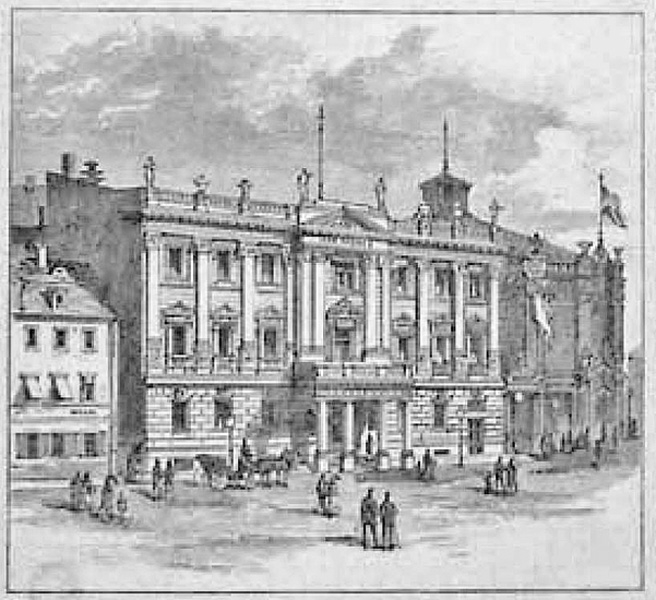
Das Gesellschaftshaus „Harmonie“ 1887
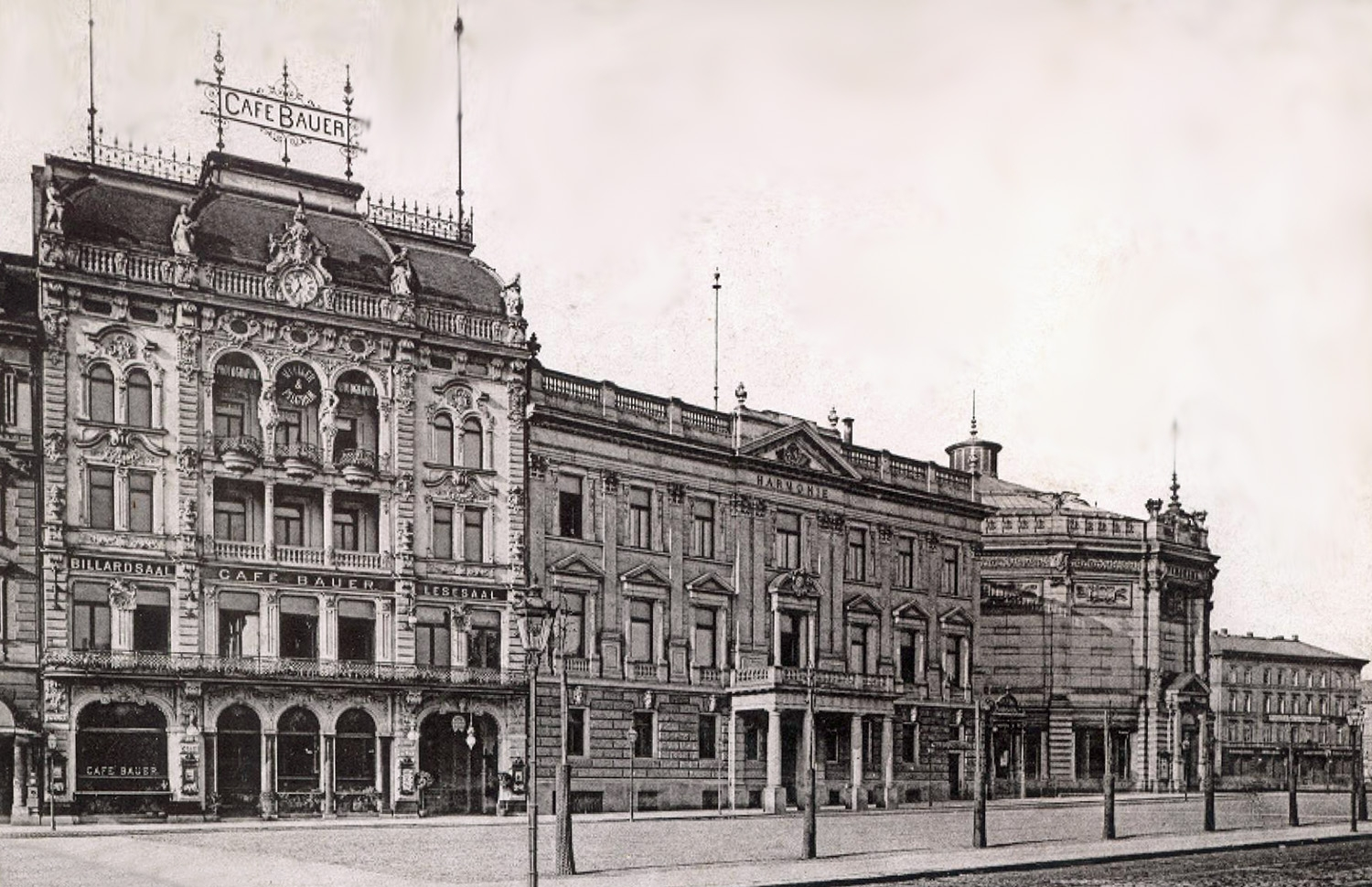
Café Bauer, Gesellschaftshaus „Harmonie“ und Panorama
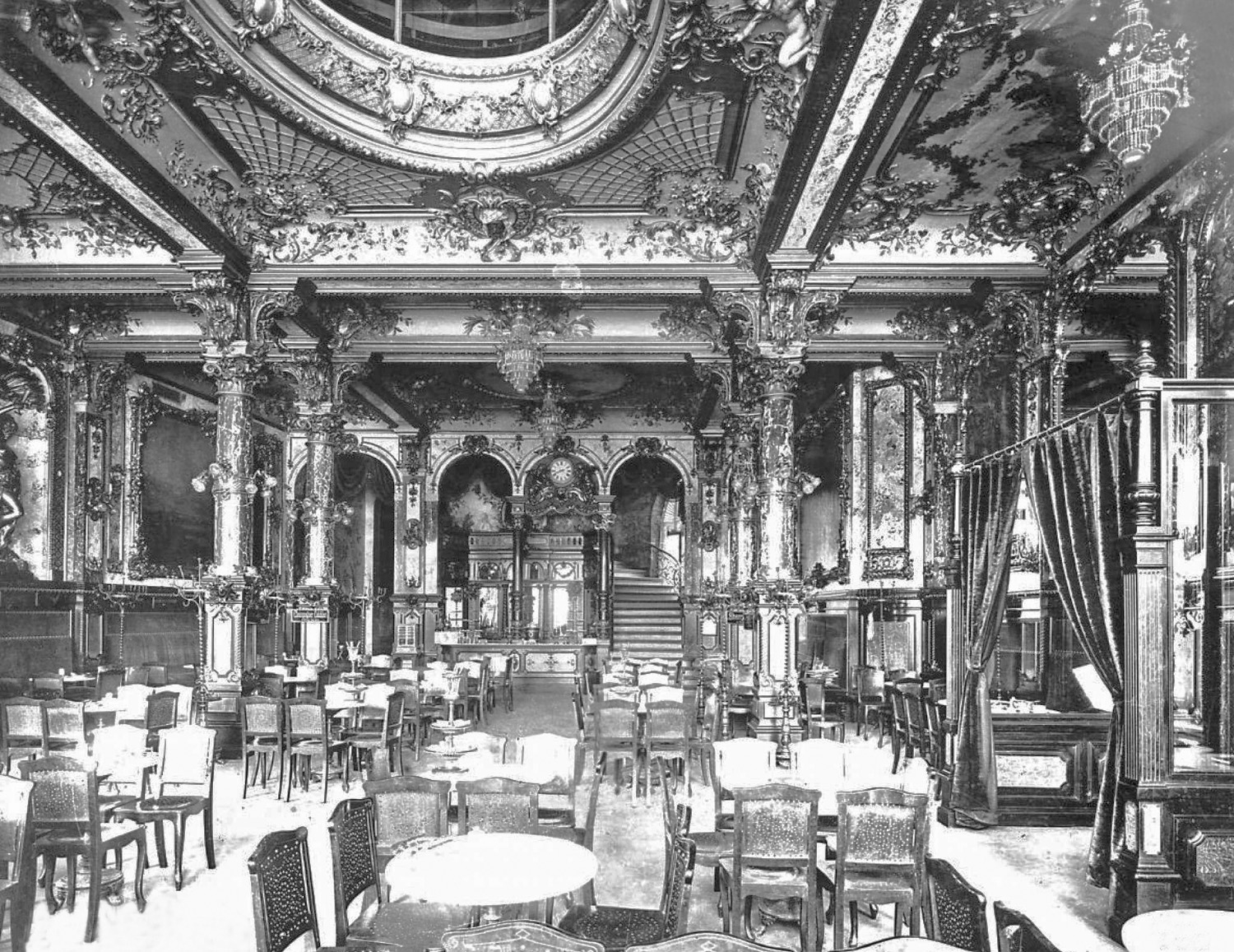
Im Café Bauer
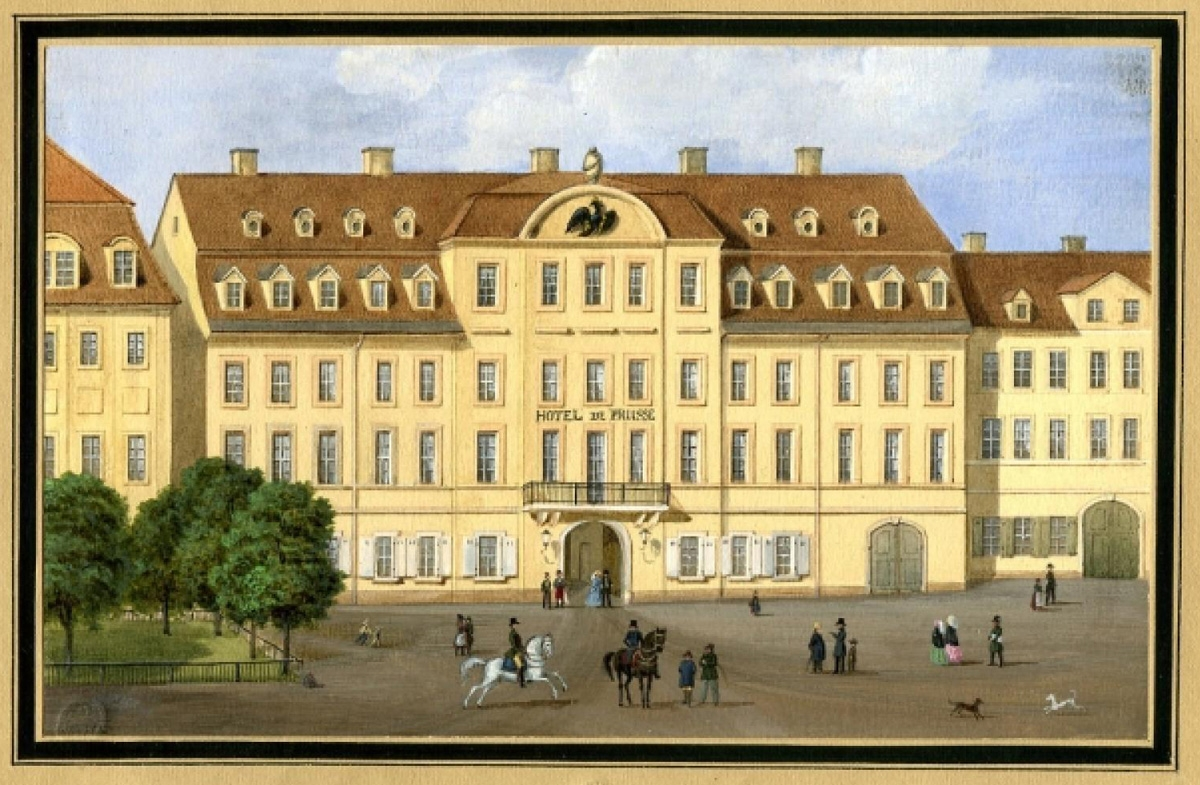
Hotel de Prusse um 1880
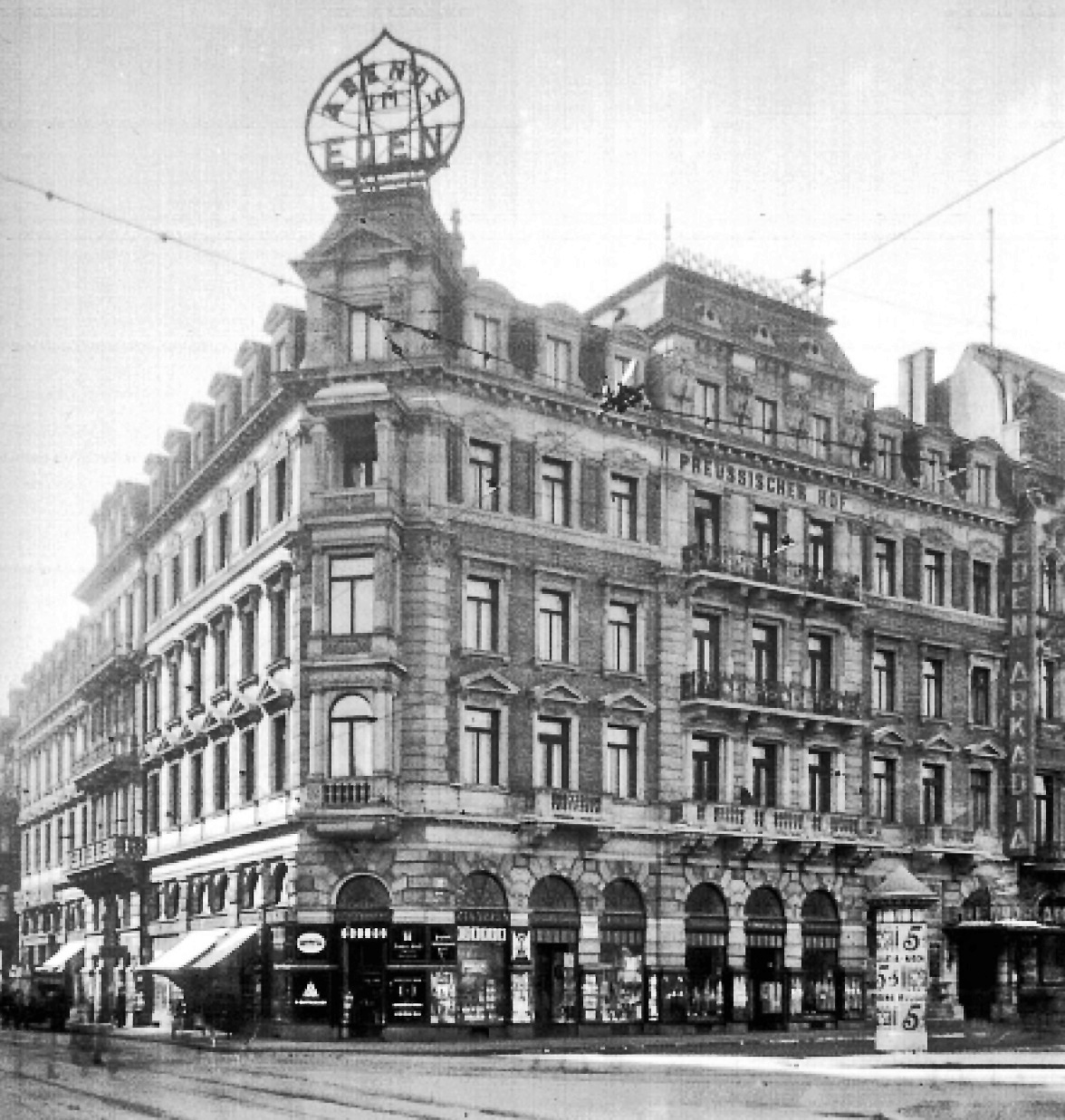
Der Preußische Hof um 1917

- Nr. 8: Der Rosshändler Johann Schröter baute 1709 auf seinem großen, bis zur Windmühlenstraße reichenden Grundstück am Roßplatz einen Gasthof, den er zu Ehren des damaligen sächsischen Kurprinzen „Zum Churprinz“ nannte. Dahinter lagen zum Anwesen gehörende Höfe und Gärten. 1750 wurde der Gasthof ein herrschaftliches Wohnhaus, das 1773 der polnische Fürst Józef Aleksander Jabłonowski kaufte. Von 1799 an war das Grundstück im Besitz der Familie Leplay, bis es 1879 die Immobiliengesellschaft kaufte und parzellierte. Das Schrötergäßchen wurde zur Kurprinzstraße erweitert und an der Stelle des alten Kurprinzen ein neues Eckhaus errichtet, das im Volksmund aber den Namen Kurprinz behielt.
- Nr. 10: Das Gasthaus „Zur Wartburg“ trug diesen Namen seit 1891. Vorher hieß es „Walhalla“.
- Nr. 11: 1810 kaufte der sächsische Staat dieses Gebäude und nutzte es bis 1876 als Posthalterei. 1877 zog die Verwaltung der Kreishauptmannschaft Leipzig hier ein. Die nächsten beiden Bauten am Platz flankierten zwar den Roßplatz, lagen aber beiderseits der einmündenden Roßstraße, zu der sie gehörten. Es waren die Hotels „Hauffe“ und „Hentschel“.

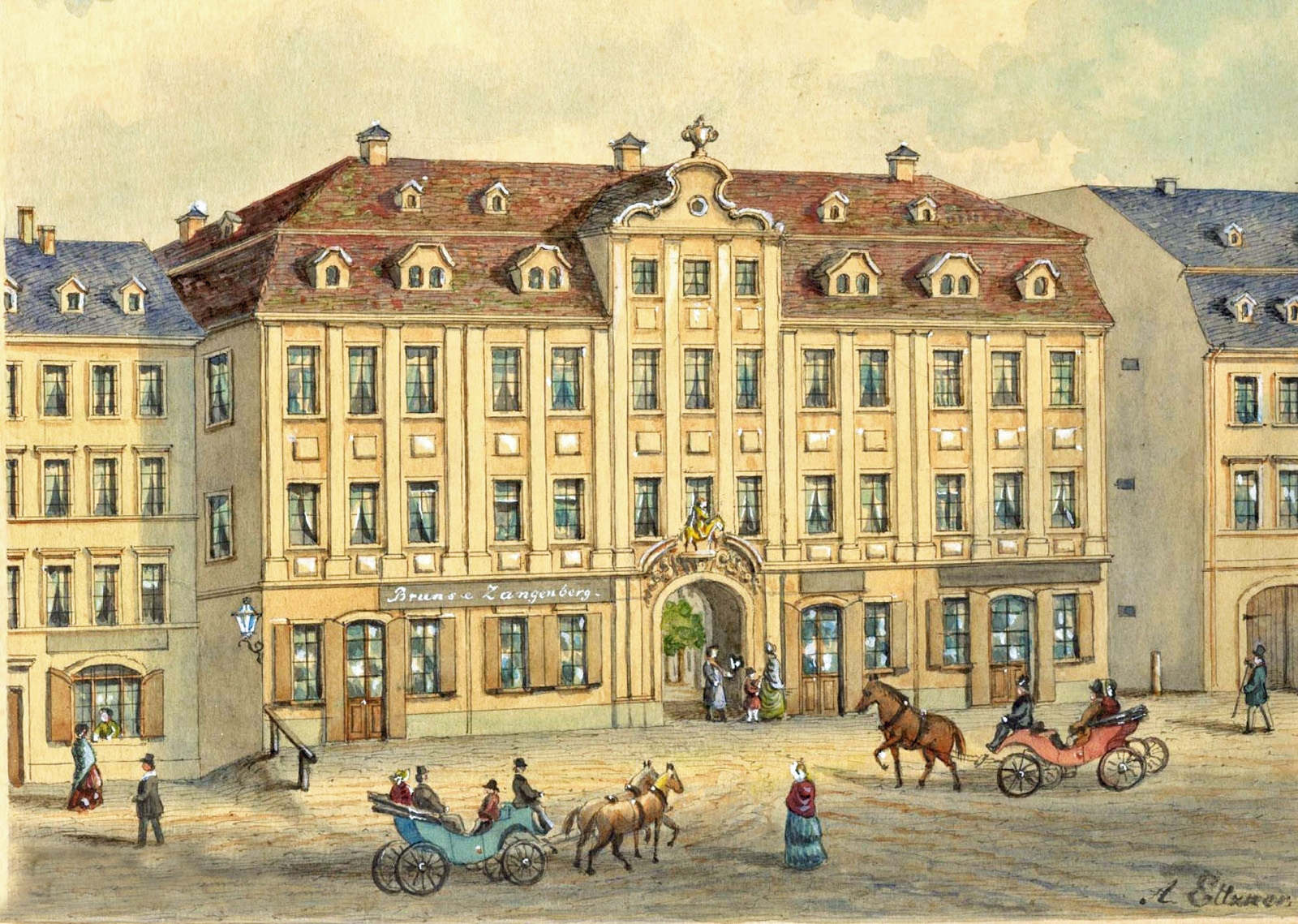
Haus „Zum Kurprinz“ um 1880, rechts das Schrötergäßchen
Die Kurprinzstraße um 1900, links der „neue Kurprinz“
Hotel Wartburg mit dem Mägdebrunnen
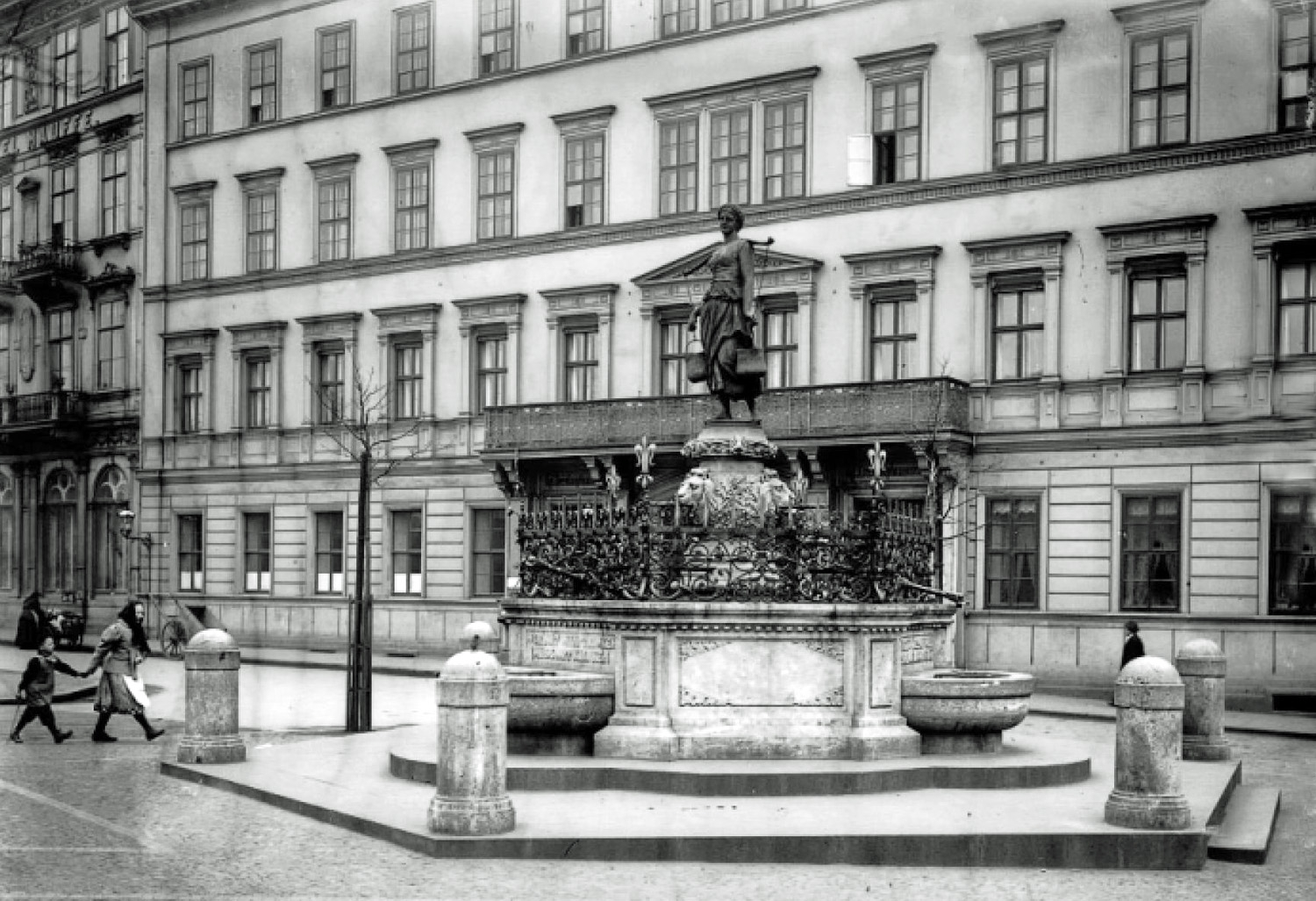
Haus der Kreishauptmannschaft
Nordostseite mit Hotel Hauffe und Kreishauptmannschaft

### Gegenwärtige Bebauung

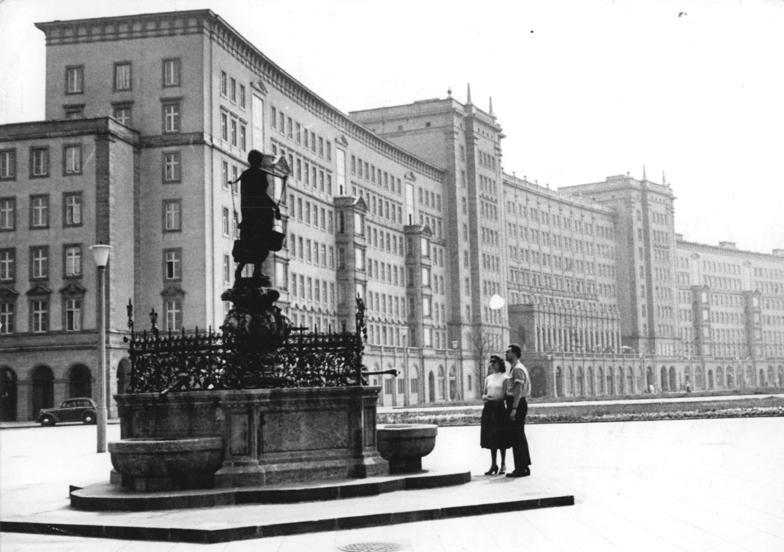
Die Ringbebauung 1956 – im Vordergrund der Mägdebrunnen

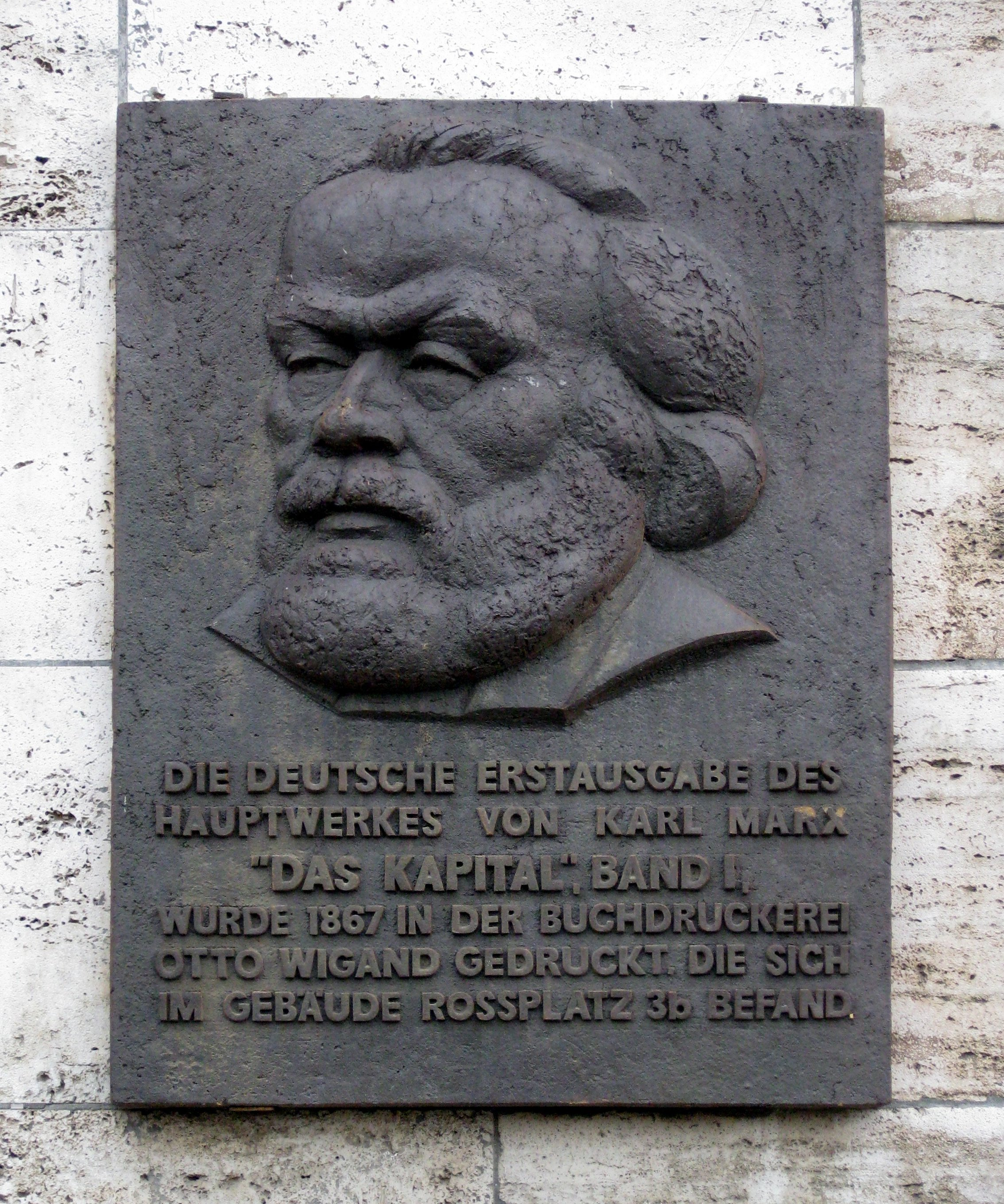
Gedenktafel am Roßplatz Nr. 13 für die ehemals in der Nähe befindliche Wigandsche Druckerei (2009)

Die Ringbebauung von 1955 ist ein typisches Beispiel der DDR-Architektur im Stil des Sozialistischen Klassizismus, auch als „Zuckerbäckerstil“ bezeichnet. Der Komplex besteht aus insgesamt vierzehn sieben- bis neungeschossigen Wohnhäusern mit einem geschwungenen Grundriss im Abstand von etwa 40 Metern zur Fahrbahn des Innenstadtrings. Der breite Fußweg liegt in Hausnähe und wird von der Straße durch Grünanlagen und eine Brunneninstallation getrennt. Der verputzte und mit partieller Travertinverblendung sowie plastischen Schmuckelementen versehene Baukörper enthält 197 Wohnungen. Im Mittelteil entstand das Ring-Café. Der Grundstein für die Ringbebauung war schon im August 1953 gelegt worden. Der Entwurf, der nach mehreren Wettbewerben schließlich favorisiert wurde, stammte vom Kollektiv Rudolf Rohrer.
Ein Teil des Baus wird durch die Goldschmidtstraße vom Hauptbau getrennt und schließt sich direkt ans Europahaus an. Hier wurde auch wieder der Mägdebrunnen von 1906 aufgestellt, der sich vorher an der Einmündung von Seeburg- und Sternwartenstraße in den Roßplatz befand.
Im Jahr 1987 wurde auf der Südseite des Roßplatzes der Bowlingtreff eröffnet, der sich in der Nähe des ehemaligen Panorama-Gebäudes befindet. Der Bau ist seit Jahren ungenutzt und wird gegenwärtig zum neuen Standort des Leipziger Naturkundemuseums umgebaut.